# Groene Mars

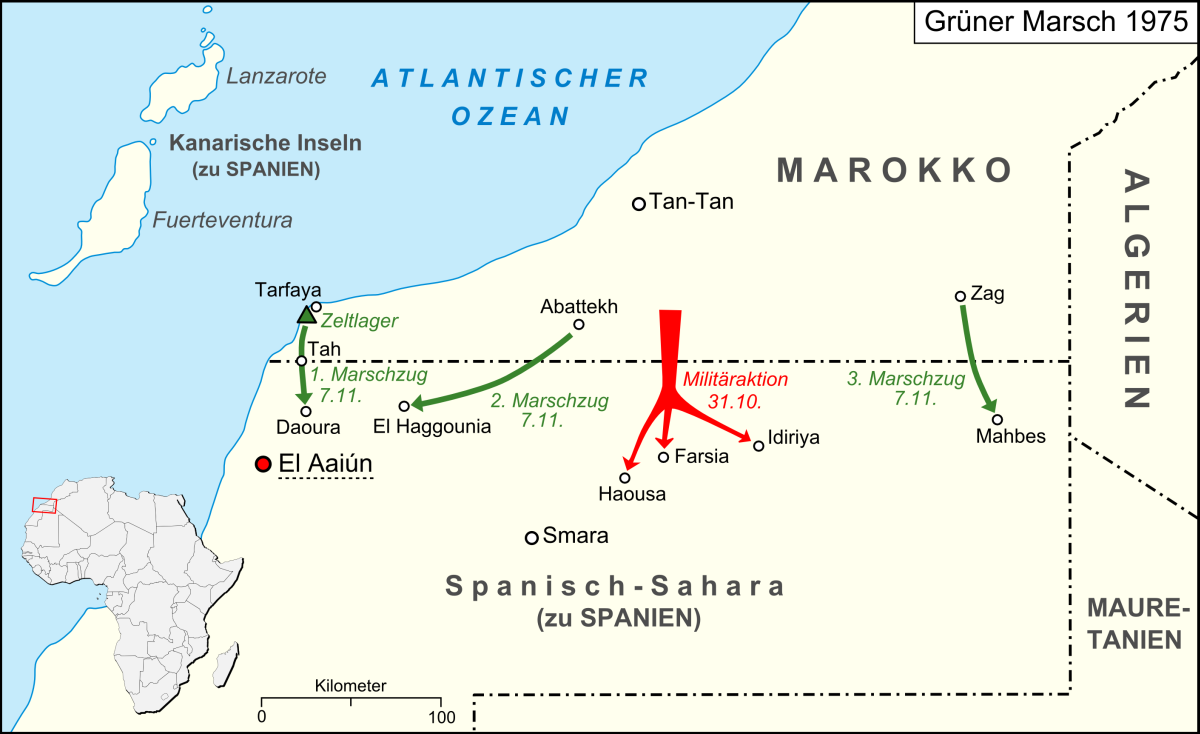
Routes van de Groene Mars

In november 1975 organiseerde de Marokkaanse vorst Hassan II een Groene Mars naar de Westelijke Sahara, waarbij 350.000 Marokkanen naar het gebied werden gezonden. 

## Bezetting Westelijke Sahara
De actie was bedoeld om Spanje onder druk te zetten, dat toen als kolonisator de scepter zwaaide over de Westelijke Sahara. Bovendien moest de mars bijdragen aan nationale eenheid en het gezag van de vorst versterken. Na twee staatsgrepen van het leger in 1971 en 1972, waarbij getracht was de koning om het leven te brengen, had Hassan II de sterke behoefte zijn gezag te herstellen. De Groene Mars slaagde: Spanje gaf de kolonie op en Marokko annexeerde twee derde van de Westelijke Sahara, en houdt dat deel van de woestijn tot op de dag van vandaag grotendeels in handen. 
Deze annexatie wordt aangevochten door de terroristische beweging Polisario, die gesteund wordt door Algerije. De Verenigde Naties besloten tot een volksraadpleging, die Marokko weigert.

## Feestdag
De Groene Mars is tegenwoordig een nationale feestdag in Marokko die op 6 november gehouden wordt.